# Betty Wehrli-Knobel
Betty Wehrli-Knobel (* 13. Juli 1904 in Haslen GL; † 13. Februar 1998 in Brissago TI) war eine Schweizer Journalistin, Frauenrechtlerin und Schriftstellerin.

## Leben
Als Bettina Knobel wurde sie 1904 im Weiler Zusingen bei Haslen im Glarner Hinterland geboren. Sie absolvierte die Handelsschule in Neuchâtel und eine journalistische Ausbildung in London. Von 1931 bis 1936 arbeitete sie als Berufsberaterin und Berufsschullehrerin in Glarus. Danach war sie vorwiegend schriftstellerisch und journalistisch tätig, so als Chefredaktorin der Bündnerin (einer Beilage der Neuen Bündner Zeitung) oder des Schweizer Frauenblattes.
1936 heiratete sie den Ingenieur Paul Wehrli († 1945). Sie lebte ab 1951 als freie Journalistin in Zürich und publizierte häufig unter ihrem ledigen Namen Knobel. Ihre Bücher Frauen in unserem Land von 1970 und Mit Frauen im Gespräch von 1974 sind interessante Dokumente der Schweizer Frauenbewegung.

## Auszeichnungen
- 1959 Ehrengabe der Stadt Zürich
- 1976 Ida-Somazzi-Preis

## Werke (Auswahl)
- Bis das Christkind kam und andere Weihnachtsgeschichten. Gotthelf, Bern 1935
- Zwischen Tag und Abend. Gedichte. Moham, Chur 1935
- Dänische Reisebriefe. Schweizer Spiegel, Zürich 1952
- Zwischen den Welten. Roman. Schweizer Frauenblatt, Winterthur 1959
- Florence Nightingale. Schweizerisches Jugendschriftenwerk (SJW 824), Zürich 1963
- Brig. Roman um ein junges Mädchen. Rotapfel, Zürich 1965
- Junges Mädchen, dein Beruf. Neues schweizerisches Berufswahlbuch (als Redaktorin). Rotapfel, Zürich 1966; 2. erg. A. 1969
- Sensationen der Stille. Rotapfel, Zürich 1968
- Frauen in unserem Land. Begegnungen und Gespräche. Rotapfel, Zürich 1970
- Alpensüdseite. Tessiner Miniaturen. Rotapfel, Zürich 1971
- Mit Frauen im Gespräch. Rotapfel, Zürich 1974
- Hier im Süden. Neue Tessiner Miniaturen. Rotapfel, Zürich 1977
- Der Jahre Bogen. Gedichte. Rotapfel, Zürich 1979
- Vergessene Reise? Eine Kindheit im Glarner Hinterland. Neujahrsbote, Linthal 1979
- Im Lande der Kamelien. Begegnungen. Rotapfel, Zürich 1980
- Wegstrecken. Rückschau, Begegnungen, Ausblick. Rotapfel, Zürich 1984